# Чупино (Березники)
Чупино — микрорайон в городе Березники Пермского края России.

## География
Микрорайон расположен на расстоянии менее 1 км на восток от основной части города за трассой Кунгур-Соликамск.

### Улицы
В микрорайоне проложены улицы Высокая, Депутатская, Шараповская, Совхозная и Телеграфная, а также переулки Верхний и Южный склон.

## История
Чупино известно с 1710 года, когда здесь было учтено четыре двора, в которых проживало 54 человека. В 1869 году здесь (тогда деревня Чупина) насчитывалось 16 дворов (86 жителей), в 1909 — 22 (123 жителя). 
Вхождение деревни в состав Березников растянулось на несколько лет. Согласно архивным данным имеются документы о включении её в состав Березников, датируемые как 1946 годом, так и 1952.

## Транспортное сообщение
Ближайшая остановка автобусного маршрута 19 (Пермяково) находится у северной границы микрорайона.